# Merdeala, Prahova
Merdeala (mai vechi, Merdelea) este un sat în comuna Posești din județul Prahova, Muntenia, România. În 25 august 2023, satul avea un singur locuitor, de etnie română.

### Geografie
Satul are o altitudine de 641 de metri.
Satul este situat la 91 km nord de București , 36 km nord de Ploiești, 148 km vest de Galați, și  60 km sud-est de Brașov.

### Istoricul populației
În 2011, satul avea 3 locuitori.
În 2002, satul avea 8 locuitori.

### Componență
În sat se află un singur drum neasfaltat, aproximativ 7 case și un cimitir.